# Oppiella baburini
Oppiella baburini är en kvalsterart som beskrevs av Rjabinin 1979. Oppiella baburini ingår i släktet Oppiella och familjen Oppiidae. Inga underarter finns listade i Catalogue of Life.